# Mukhtar Mohammed
Mukhtar Mohammed (né le 1er décembre 1990 à Abou Dabi aux Émirats arabes unis) est un athlète britannique, spécialiste des courses de demi-fond.

## Biographie
Mukhtar Mohammed a commencé sa carrière internationale lors des Championnats d'Europe espoirs d'athlétisme 2011 où il gagne une médaille de Bronze. Il remporte la médaille de bronze du 800 mètres lors des Championnats d'Europe en salle 2013, à Göteborg, terminant derrière le Polonais Adam Kszczot et l'Espagnol Kevin Lopez, dans le temps de 1 min 49 s 60. 

### Palmarès
| Date | Compétition                    | Lieu     | Résultat | Performance   |
| ---- | ------------------------------ | -------- | -------- | ------------- |
| 2011 | Championnats d'Europe espoirs  | Ostrava  | 3e       | 1 min 48 s 01 |
| 2013 | Championnats d'Europe en salle | Göteborg | 3e       | 1 min 49 s 60 |

### Records
| Épreuve | Épreuve   | Performance   | Lieu       | Date            |
| ------- | --------- | ------------- | ---------- | --------------- |
| 800 m   | Plein air | 1 min 45 s 90 | Karlstad   | 2 août 2011     |
| 800 m   | Salle     | 1 min 48 s 58 | Birmingham | 16 février 2013 |